# Anirudh Chandrasekar
Anirudh Chandrasekar (nació en Chennai, India, el 11 de julio de 1998) es un jugador de tenis indio.
Mayot su ranking ATP más alto de singles fue el número 1014, logrado el 1 de octubre de 2018. Su ranking ATP más alto de dobles fue el número 87, logrado el 13 de noviembre de 2023.

## Títulos ATP Challenger (5; 0+5)

### Dobles (5)
| N.º | Fecha               | Torneo                    | Superficie    | Pareja                 | Oponentes en la final            | Resultado        |
| --- | ------------------- | ------------------------- | ------------- | ---------------------- | -------------------------------- | ---------------- |
| 1.  | 4 de marzo de 2023  | Pune                      | Dura          | Vijay Sundar Prashanth | Toshihide Matsui Kaito Uesugi    | 6-1, 4-6, [10-3] |
| 2.  | 25 de marzo de 2023 | Les Franqueses del Vallès | Dura          | Vijay Sundar Prashanth | Purav Raja Divij Sharan          | 7-5, 6-1         |
| 3.  | 3 de junio de 2023  | Vicenza                   | Dura          | Vijay Sundar Prashanth | Fernando Romboli Marcelo Zormann | 6-3, 6-2         |
| 4.  | 18 de mayo de 2024  | Oeiras II                 | Dura          | Arjun Kadhe            | Simon Freund Johannes Ingildsen  | 7-5, 6-4         |
| 5.  | 29 de marzo de 2025 | Girona                    | Tierra batida | David Vega Hernández   | Grégoire Jacq Orlando Luz        | 6-4, 6-4         |